# Plymört
Plymört (Celosia argentea) eller tuppkam är en växt av tropiskt ursprung som tillhör familjen amarantväxter. Den odlas som prydnadsväxt i trädgårdar och krukor för sin färg och form. Dess frön är ätliga och har använts som alternativ till sädesslag.